# Liga Mistrzów w piłce siatkowej (2021/2022) – kwalifikacje
Kwalifikacje do Ligi Mistrzów 2021/2022 odbyły się w dniach 22 września–10 listopada 2021 roku. Wzięło w nich udział 17 drużyn.
Kwalifikacje składały się z rundy preeliminacyjnej i trzech rund eliminacyjnych. We wszystkich rundach drużyny rywalizowały w parach w formie dwumeczów. Do fazy grupowej Ligi Mistrzów awans uzyskały dwa zespoły. Drużyny, które nie awansowały do fazy grupowej Ligi Mistrzów, miały prawo uczestniczyć w Pucharze CEV. 
Kwaliifkacje do fazy grupowej Ligi Mistrzów odbyły się po raz szósty w historii tych rozgrywek.

## Drużyny uczestniczące
| Rk | Federacja            | Klub                          |
| -- | -------------------- | ----------------------------- |
| 10 | Czechy               | VK ČEZ Karlovarsko (L1)       |
| 11 | Grecja               | Olympiakos SFP (L1)           |
| 12 | Białoruś             | Szachcior Soligorsk (L1)      |
| 13 | Finlandia            | Ford Levoranta Sastamala (L1) |
| 14 | Portugalia           | SL Benfica (L1)               |
| 15 | Bułgaria             | Chebyr Pazardżik (L1)         |
| 16 | Austria              | UVC Holding Graz (L1)         |
| 17 | Chorwacja            | HAOK Mladost Zagrzeb (L1)     |
| 18 | Holandia             | Draisma Dynamo Apeldoorn (L1) |
| 19 | Czarnogóra           | Budva (L1)                    |
| 21 | Bośnia i Hercegowina | OK Mladost Brčko (L1)         |
| 22 | Hiszpania            | CV Guaguas Las Palmas (L1)    |
| 23 | Rumunia              | CSM Arcada Galați (L1)        |
| 26 | Anglia               | IBB Polonia London            |
| 29 | Estonia              | Bigbank Tartu (L1)            |
| 29 | Słowacja             | Rieker UJS Komárno (L1)       |
| 29 | Szwajcaria           | Lindaren Volley Amriswil (L2) |

## System rozgrywek
Kwalifikacje do fazy grupowej Ligi Mistrzów 2021/2022 składały się z rundy preeliminacyjnej oraz trzech rund eliminacyjnych.
W rundzie preeliminacyjnej uczestniczyły trzy drużyny z federacji sklasyfikowanych najniżej w rankingu CEV. W drodze losowania jeden zespół uzyskał wolny los do 1. rundy eliminacyjnej, natomiast pozostałe rozgrywały dwumecz.
| Drużyny nierozstawione   |
| ------------------------ |
| Bigbank Tartu            |
| Lindaren Volley Amriswil |
| Rieker UJS Komárno       |

Przed losowaniem 1. rundy eliminacyjnej drużyny podzielone zostały na dwie grupy: rozstawione i nierozstawione. Podział ten nastąpił na podstawie rankingu CEV, tj. 8 zespołów z federacji najwyżej sklasyfikowanych w rankingu zostało automatycznie rozstawionych i do nich dolosowywane były drużyny nierozstawione. W drodze losowania powstała również drabinka pozostałych rund eliminacji. Losowanie odbyło się 25 czerwca 2021 roku w Broadcasting Center Europe w Luksemburgu.
| Drużyny nierozstawione           | Drużyny rozstawione      |
| -------------------------------- | ------------------------ |
| Draisma Dynamo Apeldoorn         | VK ČEZ Karlovarsko       |
| Budva                            | Olympiakos SFP           |
| OK Mladost Brčko                 | Szachcior Soligorsk      |
| CV Guaguas Las Palmas            | Ford Levoranta Sastamala |
| CSM Arcada Galați                | SL Benfica               |
| IBB Polonia London               | Chebyr Pazardżik         |
| drużyna z rundy preeliminacyjnej | UVC Holding Graz         |
| drużyna z rundy preeliminacyjnej | HAOK Mladost Zagrzeb     |

We wszystkich rundach rywalizacja toczyła się w parach w postaci dwumeczów – mecz u siebie i rewanż na wyjeździe. O awansie decydowała większa liczba zdobytych punktów meczowych. Za zwycięstwo 3:0 lub 3:1 drużyna otrzymywała 3 punkty, za zwycięstwo 3:2 – 2 punkty, za porażkę 2:3 – 1 punkt, natomiast za porażkę 1:3 lub 0:3 – 0 punktów. Jeżeli po rozegraniu dwumeczu obie drużyny zdobyły tę samą liczbę punktów, o awansie decydował tzw. złoty set grany do 15 punktów z dwoma punktami przewagi jednej z drużyn.
Drużyny, które odpadły w rundzie preeliminacyjnej oraz 1. i 2. rundzie eliminacyjnej, uzyskały prawo gry w rundzie kwalifikacyjnej Pucharu CEV, natomiast te, które odpadły w 3. rundzie kwalifikacyjnej uczestniczyły w Pucharze CEV od 1/16 finału.
Do fazy grupowej Ligi Mistrzów awans uzyskały dwie drużyny, które wygrały rywalizację w swoich parach w 3. rundzie eliminacji.

## Rozgrywki
Wszystkie godziny według czasu lokalnego.

### Runda preeliminacyjna
| Data                                   | Godz. | Drużyna 1          | Wynik | Drużyna 2                | 1     | 2     | 3     | 4     | 5     | Złoty set | Widzów | *      |
| -------------------------------------- | ----- | ------------------ | ----- | ------------------------ | ----- | ----- | ----- | ----- | ----- | --------- | ------ | ------ |
| 22.09.2021                             | 19:00 | Bigbank Tartu      | 3:0   | Lindaren Volley Amriswil | 25:20 | 25:22 | 25:20 |       |       |           | 500    | raport |
| 29.09.2021                             | 19:00 | Bigbank Tartu      | 2:3   | Lindaren Volley Amriswil | 25:19 | 23:25 | 25:21 | 21:25 | 10:15 | 426       | raport |        |
| —                                      | —     | Rieker UJS Komárno | —     | wolny los                | —     | —     | —     | —     | —     |           | —      |        |
| —                                      | —     | Rieker UJS Komárno | —     | wolny los                | —     | —     | —     | —     | —     | —         |        |        |
| Po lewej gospodarze pierwszych meczów. |       |                    |       |                          |       |       |       |       |       |           |        |        |

### 1. runda
| Data                                   | Godz. | Drużyna 1                | Wynik | Drużyna 2                | 1     | 2     | 3     | 4     | 5     | Złoty set | Widzów | *      |
| -------------------------------------- | ----- | ------------------------ | ----- | ------------------------ | ----- | ----- | ----- | ----- | ----- | --------- | ------ | ------ |
| 05.10.2021                             | 19:30 | CV Guaguas Las Palmas    | 3:0   | Chebyr Pazardżik         | 25:21 | 25:22 | 25:21 |       |       | 13:15     | 650    | raport |
| 14.10.2021                             | 19:00 | CV Guaguas Las Palmas    | 1:3   | Chebyr Pazardżik         | 20:25 | 27:25 | 16:25 | 18:25 |       | 13:15     | 0      | raport |
| 05.10.2021                             | 19:00 | IBB Polonia London       | 2:3   | Szachcior Soligorsk      | 25:17 | 15:25 | 23:25 | 25:20 | 13:15 |           | 250    | raport |
| 07.10.2021                             | 19:00 | IBB Polonia London       | 1:3   | Szachcior Soligorsk      | 16:25 | 20:25 | 25:22 | 23:25 |       | 302       | raport |        |
| Oba mecze w Polsce.                    |       |                          |       |                          |       |       |       |       |       |           |        |        |
| 06.10.2021                             | 20:00 | Rieker UJS Komárno       | 3:0   | UVC Holding Graz         | 25:18 | 25:16 | 26:24 |       |       |           | 267    | raport |
| 14.10.2021                             | 20:15 | Rieker UJS Komárno       | 3:1   | UVC Holding Graz         | 17:25 | 25:23 | 25:16 | 25:16 |       | 1000      | raport |        |
| 06.10.2021                             | 18:00 | OK Mladost Brčko         | 0:3   | Olympiakos SFP           | 14:25 | 11:25 | 16:25 |       |       |           | 0      | raport |
| 13.10.2021                             | 19:00 | OK Mladost Brčko         | 0:3   | Olympiakos SFP           | 16:25 | 21:25 | 17:25 |       |       | 100       | raport |        |
| 06.10.2021                             | 19:00 | Bigbank Tartu            | 1:3   | SL Benfica               | 24:26 | 25:22 | 18:25 | 16:25 |       |           | 700    | raport |
| 13.10.2021                             | 20:00 | Bigbank Tartu            | 1:3   | SL Benfica               | 21:25 | 25:17 | 21:25 | 20:25 |       | 398       | raport |        |
| 06.10.2021                             | 20:00 | Draisma Dynamo Apeldoorn | 2:3   | Ford Levoranta Sastamala | 25:16 | 21:25 | 25:19 | 28:30 | 19:21 |           | 550    | raport |
| 13.10.2021                             | 18:30 | Draisma Dynamo Apeldoorn | 1:3   | Ford Levoranta Sastamala | 20:25 | 21:25 | 29:27 | 23:25 |       | 982       | raport |        |
| 06.10.2021                             | 18:00 | Budva                    | 3:2   | HAOK Mladost Zagrzeb     | 25:20 | 20:25 | 25:22 | 19:25 | 15:10 |           | 150    | raport |
| 14.10.2021                             | 19:00 | Budva                    | 1:3   | HAOK Mladost Zagrzeb     | 25:19 | 18:25 | 20:25 | 22:25 |       | 120       | raport |        |
| 06.10.2021                             | 18:00 | CSM Arcada Galați        | 3:2   | VK ČEZ Karlovarsko       | 25:18 | 27:29 | 25:22 | 19:25 | 15:7  | 10:15     | 320    | raport |
| 13.10.2021                             | 18:00 | CSM Arcada Galați        | 2:3   | VK ČEZ Karlovarsko       | 19:25 | 25:22 | 30:32 | 25:22 | 9:15  | 10:15     | 625    | raport |
| Po lewej gospodarze pierwszych meczów. |       |                          |       |                          |       |       |       |       |       |           |        |        |

### 2. runda
| Data                                   | Godz. | Drużyna 1            | Wynik | Drużyna 2                | 1     | 2     | 3     | 4     | 5    | Złoty set | Widzów | *      |
| -------------------------------------- | ----- | -------------------- | ----- | ------------------------ | ----- | ----- | ----- | ----- | ---- | --------- | ------ | ------ |
| 20.10.2021                             | 19:00 | Chebyr Pazardżik     | 2:3   | Szachcior Soligorsk      | 22:25 | 25:15 | 25:14 | 19:25 | 9:15 |           | 200    | raport |
| 28.10.2021                             | 17:30 | Chebyr Pazardżik     | 3:1   | Szachcior Soligorsk      | 15:25 | 25:21 | 25:16 | 25:22 |      | 400       | raport |        |
| 20.10.2021                             | 20:15 | Rieker UJS Komárno   | 1:3   | Olympiakos SFP           | 25:22 | 38:40 | 21:25 | 22:25 |      |           | 280    | raport |
| 27.10.2021                             | 17:00 | Rieker UJS Komárno   | 0:3   | Olympiakos SFP           | 21:25 | 19:25 | 29:31 |       |      | 90        | raport |        |
| 21.10.2021                             | 20:00 | SL Benfica           | 3:0   | Ford Levoranta Sastamala | 25:23 | 25:21 | 25:18 |       |      |           | 650    | raport |
| 27.10.2021                             | 18:30 | SL Benfica           | 3:1   | Ford Levoranta Sastamala | 25:27 | 25:20 | 25:21 | 25:14 |      | 550       | raport |        |
| 20.10.2021                             | 19:00 | HAOK Mladost Zagrzeb | 1:3   | VK ČEZ Karlovarsko       | 25:21 | 17:25 | 24:26 | 8:25  |      |           | 100    | raport |
| 27.10.2021                             | 19:00 | HAOK Mladost Zagrzeb | 2:3   | VK ČEZ Karlovarsko       | 25:18 | 25:18 | 19:25 | 25:27 | 9:15 | 760       | raport |        |
| Po lewej gospodarze pierwszych meczów. |       |                      |       |                          |       |       |       |       |      |           |        |        |

### 3. runda
| Data                                   | Godz. | Drużyna 1        | Wynik | Drużyna 2          | 1     | 2     | 3     | 4     | 5     | Złoty set | Widzów | *      |
| -------------------------------------- | ----- | ---------------- | ----- | ------------------ | ----- | ----- | ----- | ----- | ----- | --------- | ------ | ------ |
| 03.11.2021                             | 19:00 | Chebyr Pazardżik | 3:1   | Olympiakos SFP     | 26:24 | 25:18 | 20:25 | 25:23 |       |           | 700    | raport |
| 10.11.2021                             | 19:00 | Chebyr Pazardżik | 3:1   | Olympiakos SFP     | 21:25 | 25:23 | 25:19 | 25:23 |       | 300       | raport |        |
| 04.11.2021                             | 20:00 | SL Benfica       | 2:3   | VK ČEZ Karlovarsko | 16:25 | 22:25 | 25:22 | 28:26 | 12:15 |           | 700    | raport |
| 10.11.2021                             | 18:00 | SL Benfica       | 3:1   | VK ČEZ Karlovarsko | 20:25 | 25:23 | 25:21 | 25:23 |       | 950       | raport |        |
| Po lewej gospodarze pierwszych meczów. |       |                  |       |                    |       |       |       |       |       |           |        |        |